# Fehérmellű galamb
A fehérmellű galamb (Columba albinucha) a madarak osztályának galambalakúak (Columbiformes) rendjéhez és a galambfélék (Columbidae) családjához tartozó faj.

## Előfordulása
Kamerun, Kongói Demokratikus Köztársaság, Dél-Szudán és Uganda területén honos.